# Adam Mrozowicki
Adam Mrozowicki herbu Prus III (ur. ok. 1705, zm. 1775) – starosta stęgwilski, regimentarz wojsk koronnych, konfederat barski, skarbnik lwowski, podsędek ziemski lwowski, poseł na sejmy 1740,1764

## Życiorys
Urodził się około 1705 roku jako syn Jana Franciszka, sędziego ziemskiego lwowskiego i Klary Telefusówny herbu Łabędź, podczaszanki halickiej, wnuk Jerzego, sekretarza królewskiego. Pisał się z Mrozowic na Sokołowie i Orłowie.
5 grudnia 1729 roku został nominowany na urząd podsędka ziemskiego lwowskiego, a 22 listopada 1731 roku otrzymał nominację na skarbnika lwowskiego, którym był przez dwa lata. W 1733 roku podpisał elekcję Stanisława Leszczyńskiego z województwem ruskim. W 1740 posłował na Sejm z ziemi halickiej. Wybrawszy karierę wojskową, odegrał w tak zwanej małej wojnie z hajdamakami zasadniczą rolę i z czasem stał się jednym z najbliższych oraz najbardziej zaufanych podkomendnych hetmana wielkiego koronnego Jana Klemensa Branickiego. Od 1756 roku pełnił funkcję regimentarza wojsk koronnych na Ukrainie. W 1764 roku posłował na sejm elekcyjny z ziemi lwowskiej i podpisał z województwem ruskim wybór Stanisława Augusta.
8 marca 1765 roku król Stanisław August Poniatowski darował mu miasto Wadowice, będące wówczas częścią starostwa zatorskiego.
Konfederat barski, komendant i obrońca Baru, regimentarz generalny, a następnie subaltern Joachima Potockiego i jeden z dowódców wojskowych Konfederacji Barskiej na terenie Turcji. Marian Potocki w swoim manifeście z 5 października 1771 skierowanym do swojego kuzyna Joachima Potockiego, regimentarza generalnego Konfederacji oskarżał również Adama Mrozowickiego i jego syna Mikołaja. Po upadku konfederacji i I rozbiorze, powrócił do swoich dóbr w Galicji, gdzie zmarł w 1775 roku.
Adam Mrozowicki i jego żona Ewa z Puzynów, starostowie stęgwilscy, właściciele wsi Dobrowody koło Monasterzysk, w 1738 roku  podarowali obraz Matki Boski Bolesnej swemu słudze Andrzejowi Jaworskiemu. Jaworscy 1 marca 1742 zauważyli, że obraz począł się pocić krwawymi łzami. Potem arcybiskup lwowski Mikołaj Ignacy Wyżycki polecił przenieść obraz do parafialnego kościoła w Monasterzyskach.
Zarówno Mrozowicki, jak i jego żona Ewa Franciszka byli członkami Trzeciego Zakonu Regularnego św. Franciszka (Tertius Ordo Regularis Sancti Francisci).

## Potomstwo
Żonaty z Ewą Franciszką Puzynianką herbu Oginiec, córką Michała, pisarza wielkiego litewskiego i Zofii Potockiej herbu Srebrna Pilawa, starościanki jabłonowskiej, pozostawił czternaścioro dzieci: 
- Mikołaja Sabbę (1739-1827) – podkomorzego JKM, konsyliarza i członka Rady Generalnej Konfederacji Barskiej, rotmistrza chorągwi pancernej, elektora 1764, członka Stanów Galicyjskich
- Barbarę Anielę (1741-1796) – benedyktynkę sakramentkę
- Tadeusza (1742-1774) – kawalera
- Anastazję Juliannę Katarzynę (1743-1774) – pannę
- Różę (1745-) – żonę Józefa hr. Wiesiołowskiego herbu Ogończyk, pułkownika wojsk koronnych
- Józefa Michała Wincentego Kazimierza (1747-1828) – pułkownika JKM, konfederata barskiego, członka Stanów Galicyjskich
- Klarę Mariannę (1748-) – żonę Iwona Świrskiego herbu Szaława, pisarza grodzkiego żydaczowskiego
- Franciszkę Marię (1750-) – żonę Wojciecha Sulatyckiego herbu Sas, skarbnika i wojskiego większego lwowskiego
- Zofię Helenę Klarę (1752-) – żonę Jana Teodora Wisłockiego herbu Sas, miecznika żydaczowskiego i szambelana królewskiego
- Ignacego (1753-1828) – członka Stanów Galicyjskich
- Elżbietę Katarzynę Urszulę (1754-1779) – żonę Feliksa Polanowskiego herbu Pobóg, starosty stęgwilskiego i skarbnika bełskiego
- Stanisława (1757-1832) – członka Stanów Galicyjskich, członka władz tymczasowych Galicji w 1809 roku
- Wiktorię
- Wizytę Teresę (1758-1795) –  tłumaczkę literatury historycznej[17][18][19] - żonę Franciszka Stefana hr. Łosia, zm. w 1809 r.

## Genealogia
| Jerzy Mrozowicki ur. 1605 zm. 1677 | Jerzy Mrozowicki ur. 1605 zm. 1677 |                                             |                                             | Jadwiga Oleśnicka ur. 1635 zm. ok. 1670 | Jadwiga Oleśnicka ur. 1635 zm. ok. 1670 |  |  | Piotr Felicjan Telefus ur. 1620 zm. 1706 | Piotr Felicjan Telefus ur. 1620 zm. 1706 |                                     |                                     | Teresa Bydłowska ur. 1643 zm. po 1706 | Teresa Bydłowska ur. 1643 zm. po 1706 |
|                                    |                                    |                                             |                                             |                                         |                                         |  |  |                                          |                                          |                                     |                                     |                                       |                                       |
|                                    |                                    |                                             |                                             |                                         |                                         |  |  |                                          |                                          |                                     |                                     |                                       |                                       |
|                                    |                                    | Jan Franciszek Mrozowicki ur. 1652 zm. 1714 | Jan Franciszek Mrozowicki ur. 1652 zm. 1714 |                                         |                                         |  |  |                                          |                                          | Klara Telefusówna ur. 1680 zm. 1738 | Klara Telefusówna ur. 1680 zm. 1738 |                                       |                                       |
|                                    |                                    |                                             |                                             |                                         |                                         |  |  |                                          |                                          |                                     |                                     |                                       |                                       |
|                                    |                                    |                                             |                                             |                                         |                                         |  |  |                                          |                                          |                                     |                                     |                                       |                                       |
|                                    |                                    |                                             |                                             |                                         |                                         |  |  |                                          |                                          |                                     |                                     |                                       |                                       |

|                                                 |                                                 | Ewa Franciszka Puzynianka ur. 1716 zm. 1792 (ślub 1734)                          | Ewa Franciszka Puzynianka ur. 1716 zm. 1792 (ślub 1734)                          | Adam Mrozowicki ur. 1705 zm. 1775                                                   | Adam Mrozowicki ur. 1705 zm. 1775                                                   |                                                                                      |                                                                                      |                                                                        |                                                                        |                                                                                              |                                                                                              |
|                                                 |                                                 |                                                                                  |                                                                                  |                                                                                     |                                                                                     |                                                                                      |                                                                                      |                                                                        |                                                                        |                                                                                              |                                                                                              |
|                                                 |                                                 |                                                                                  |                                                                                  |                                                                                     |                                                                                     |                                                                                      |                                                                                      |                                                                        |                                                                        |                                                                                              |                                                                                              |
|                                                 |                                                 |                                                                                  |                                                                                  |                                                                                     |                                                                                     |                                                                                      |                                                                                      |                                                                        |                                                                        |                                                                                              |                                                                                              |
| Mikołaj Mrozowicki ur. 4.12.1739 zm. 15.07.1827 | Mikołaj Mrozowicki ur. 4.12.1739 zm. 15.07.1827 | Barbara Mrozowicka ur. 30.03.1741 zm. 16.04.1796                                 | Barbara Mrozowicka ur. 30.03.1741 zm. 16.04.1796                                 | Tadeusz Mrozowicki ur. 1742 zm. p. 1774                                             | Tadeusz Mrozowicki ur. 1742 zm. p. 1774                                             | Anastazja Julianna Mrozowicka ur. 13.04.1743 zm. po 1827                             | Anastazja Julianna Mrozowicka ur. 13.04.1743 zm. po 1827                             | Róża Mrozowicka, żona Józefa hr. Wiesiołowskiego ur. 1745 zm. ok. 1790 | Róża Mrozowicka, żona Józefa hr. Wiesiołowskiego ur. 1745 zm. ok. 1790 |                                                                                              |                                                                                              |
|                                                 |                                                 |                                                                                  |                                                                                  |                                                                                     |                                                                                     |                                                                                      |                                                                                      |                                                                        |                                                                        |                                                                                              |                                                                                              |
| Józef Mrozowicki ur. 8.02.1747 zm. 13.04.1828   | Józef Mrozowicki ur. 8.02.1747 zm. 13.04.1828   | Klara Marianna Mrozowicka, żona Iwa Świrskiego ur. 25.08.1748 zm. Po 1800        | Klara Marianna Mrozowicka, żona Iwa Świrskiego ur. 25.08.1748 zm. Po 1800        | Maria Franciszka Mrozowicka, żona Wojciecha Sulatyckiego ur. 12.05.1750 zm. Po 1800 | Maria Franciszka Mrozowicka, żona Wojciecha Sulatyckiego ur. 12.05.1750 zm. Po 1800 | Zofia Helena Klara Mrozowicka, żona Jana Teodora Wisłockiego ur. 18.05.1752 zm. 1783 | Zofia Helena Klara Mrozowicka, żona Jana Teodora Wisłockiego ur. 18.05.1752 zm. 1783 | Ignacy Mrozowicki ur. 30.07.1753 zm. 31.01.1828                        | Ignacy Mrozowicki ur. 30.07.1753 zm. 31.01.1828                        | Elżbieta Katarzyna Urszula Mrozowicka, żona Feliksa Polanowskiego ur. 25.10.1754 zm. p. 1779 | Elżbieta Katarzyna Urszula Mrozowicka, żona Feliksa Polanowskiego ur. 25.10.1754 zm. p. 1779 |
|                                                 |                                                 |                                                                                  |                                                                                  |                                                                                     |                                                                                     |                                                                                      |                                                                                      |                                                                        |                                                                        |                                                                                              |                                                                                              |
| Stanisław Mrozowicki ur. 1757 zm. 1832          | Stanisław Mrozowicki ur. 1757 zm. 1832          | Wiktoria Mrozowicka, żona Franciszka Stefana hr. Łosia ur. 3.07.1758 zm. p. 1787 | Wiktoria Mrozowicka, żona Franciszka Stefana hr. Łosia ur. 3.07.1758 zm. p. 1787 | Wizyta Mrozowicka ur. 3.07.1758 zm. po 1774                                         | Wizyta Mrozowicka ur. 3.07.1758 zm. po 1774                                         |                                                                                      |                                                                                      |                                                                        |                                                                        |                                                                                              |                                                                                              |

## Publikacje
- „Defekta całej Ukrainy pro melioratione JW., Wodzowi podane”, Dziunków, 9.11.1759, [w:] „Przegląd Historyczny”, t. 47, 1956, s. 147–151.
- „Suplement in ordine podanego w przeszłym roku Defektu Kraju Ukraińskiego”, 1760, [w:] „Przegląd Historyczny”, t. 47, 1956, s. 147–151.